# میتیتجولو

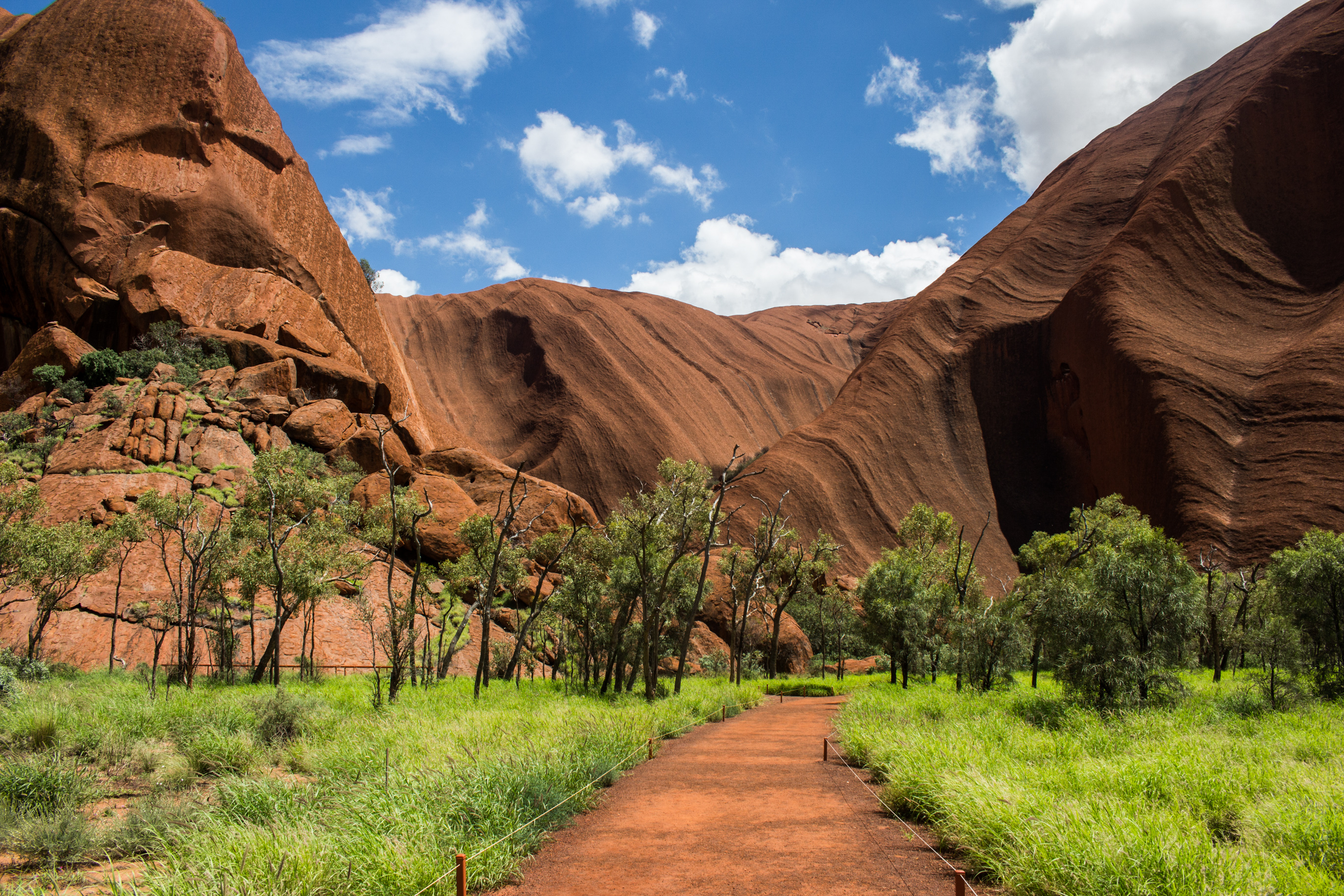
منطقه ای در استرالیا

میتیتجولو (به انگلیسی: Mutitjulu) یک شهرک در استرالیا است که در قلمرو شمالی (استرالیا) واقع شده‌است.